# سيسيل موس
سيسيل موس (بالإنجليزية: Cecil Moss)‏ هو لاعب اتحاد الرغبي جنوب أفريقي، ولد في 1949 في Riversdale, South Africa ‏ في جنوب أفريقيا، وتوفي في 27 أكتوبر 2017.